# ウルトラマンティガ〜光の子供たちへ〜
『ウルトラマンティガ〜光の子供たちへ〜』（ウルトラマンティガ ひかりのこどもたちへ）は、プラネタリウム上映用に制作された『ウルトラマンティガ』の映像作品。

## ストーリー
2300年、木星はゴミ捨て場として利用されたために環境破壊を引きおこし、木星を取り巻くスペースデブリ（宇宙ごみ）が怪獣デブリタウロス、デブリファルドとなる。
2019年、自分の名を呼ぶ不思議な少女ルリの声を聞いたイクルは、光に包まれ、気がつくと少年の姿で、2300年の火星にいた。イクルは、火星を守るため、ウルトラマンティガとなり、怪獣デブリタウロス、デブリファルドに立ち向かってゆく。

## 出演者
- ルリ：伊澤麻璃也
- イクル少年：河本紘志

声の出演
- イクル：飛田展男
- 謎の声：内海賢二
- アナウンサー：河内孝博
- ナレーション：真地勇志

## スタッフ
- 企画・製作：五藤光学研究所、円谷プロダクション、バンダイ
- 監督：田中正明
- 音楽：矢野立美
- 主題歌：TAKE ME HIGHER（コロムビア・ヴァージョン）：歌：前田達也、石原慎一、風雅なおと